# Барыкина, Римма Павловна
Римма Павловна Барыкина (2 ноября 1928 — 18 декабря 2021) — советский и российский биолог, педагог, специалист по биоморфологии и экологической анатомии растений, доктор биологических наук (1995), профессор (2001). Заслуженный профессор МГУ (2009). Член Всесоюзного ботанического общества (с 1973 года). Заслуженный работник высшей школы Российской Федерации (2003).

## Биография
Родилась 2 ноября 1928 года в Коврове.
С 1941 по 1943 год на трудовом фронте Великой Отечественной войны. С 1946 по 1951 год обучалась на биолого-почвенном факультете МГУ. С 1954 года на научно-педагогической работе в Московском государственном университете: аспирант, ассистент, доцент и с 1999 года — профессор кафедры высших растений биологического факультета.
В 1954 году Римма Барыкина защитила диссертацию на соискание учёной степени кандидат биологических наук по теме: «Образование корневых отпрысков у некоторых деревьев и кустарников, используемых в степном лесоразведении для скрепления почвы», в 1995 году — доктор биологических наук по теме: «Морфолого-экологические закономерности соматической эволюции в семействе лютиковых (Ranunculaceae Juss)». В 1964 году приказом ВАК ей было присвоено учёное звание доцент, в 2001 году — профессор. В 2009 году ей было присвоено почётное звание Заслуженный профессор МГУ.
Основная научная деятельность Р. П. Барыкиной была связана с вопросами в области онто- и морфогенеза, экологической адаптации, фундаментальной и прикладной морфологии и анатомии цветковых растений. Является автором более 151 статей опубликованных в научных журналах, более десяти сборников трудов, ей было выполнено четыре научно-исследовательские работы в области проблем городской экологии и устойчивого развития, анализа хорологического и структурного разнообразия высших растений в связи с проблемами их таксономии и филогении. Она была членом редакционной коллегии научного журнала «Аналитическая экспертиза и квалиметрия». С 2001 по 2017 год — член диссертационного совета Биологического факультета МГУ в области ботаники. Под её руководством было выполнено около четырнадцати кандидатских диссертаций. С 1955 года являлась членом Московского общества испытателей природы, с 1973 года членом Всесоюзного ботанического общества.
1 октября 2003 года Указом Президента России «За заслуги в научной работе, значительный вклад в дело подготовки высококвалифицированных специалистов» Р. П. Барыкина была удостоена почётного звания Заслуженный работник высшей школы Российской Федерации. В 2009 году присвоено почётное звание Заслуженный профессор МГУ.
Скончалась 18 декабря 2021 года на 94-м году жизни.
В её честь названы виды растений Aquilegia barykinae Erst, Karakulov & Luferov (2014) и Delphinium barykinae Luferov (2014).

## Награды
- Заслуженный работник высшей школы Российской Федерации (2003)[6]
- Медаль «За доблестный труд в Великой Отечественной войне 1941—1945 гг.»[3]
- Медаль «Ветеран труда» (1984)[3]